# Khvājeh Do Chāhī
Khvājeh Do Chāhī (persiska: خواجه دو چاهی, Khvājeh Dūchāhān, Khvājeh Do Chāh, Khwāja Dūchāhi, Khvājej Do Jahān, Khājeh-Dochāhī) är en ort i Iran.   Den ligger i provinsen Khorasan, i den östra delen av landet, 1 000 km sydost om huvudstaden Teheran. Khvājeh Do Chāhī ligger 1 188 meter över havet och antalet invånare är 845.
Terrängen runt Khvājeh Do Chāhī är huvudsakligen platt, men österut är den kuperad. Terrängen runt Khvājeh Do Chāhī sluttar västerut.  Trakten runt Khvājeh Do Chāhī är nära nog obefolkad, med mindre än två invånare per kvadratkilometer. Khvājeh Do Chāhī är det största samhället i trakten. Trakten runt Khvājeh Do Chāhī är ofruktbar med lite eller ingen växtlighet.